# Скікда
Скікда (араб. سكيكدة) — місто у північно-східній частині Алжиру і порт на узбережжі Середземного моря. Був відомий як Філліпвілль до кінця алжирської війни за незалежність в 1962. Є столицею вілаєту Скікда.

## Історія
На території сучасної Скикда в період римського панування існувало місто Русікаде (лат. Rusicade). Він був зруйнований вандалами в V столітті.
Саме місто Скикда було засноване 1838 року за наказом французького маршала графа Вале Сільвен-Шарля. Також була побудована штучна гавань. Місто отримало назву Філіппвіль (фр. Philippeville).
10 жовтня 1883 року Скикда була сильно зруйнована землетрусом.
20 серпня 1955 року, під час Громадянської війни в Алжирі, Філіппвіль піддався нападу з боку повстанців. Останні вчинили жорстоку розправу над місцевим населенням, не шкодуючи ні жінок, ні дітей. Через кілька годин напад було відбито підоспілими частинами французької армії.
З 1962 року Скикда — у складі незалежного Алжиру.

## Економіка
1970 року в місто було проведено газопровід з родовища Хассі Р'мейль.
Поруч із містом розташовані ТЕС Скікда та завод із зрідження природного газу.
Основний дохід міський бюджет отримує від проходить через місцевий морський порт експорту зрідженого природного газу, очищеної нафти та нафтопродуктів. Природний газ надходить в місто через згаданий вище газопровід з родовища Хассі–Р'Мель. Також дохідними статтями міської економіки є торгівля виловленої в місцевих водах рибою, сільськогосподарською продукцією, виробництво заліза та виробів з алюмінію. Ще Скикда — важливий транспортний (авто-та залізничний) вузол, розташований недалеко від великих промислових центрів країни — Костянтини (90 км) і Аннабі (110 км).

## Клімат
Скікда розташована у середземноморському кліматі (за класифікацією кліматів Кеппена), з прохолодною вологою зимою і дуже теплим, сухим літом.
| Клімат Скікди                                                 | Клімат Скікди | Клімат Скікди | Клімат Скікди | Клімат Скікди | Клімат Скікди | Клімат Скікди | Клімат Скікди | Клімат Скікди | Клімат Скікди | Клімат Скікди | Клімат Скікди | Клімат Скікди | Клімат Скікди |
| Показник                                                      | Січ.          | Лют.          | Бер.          | Квіт.         | Трав.         | Черв.         | Лип.          | Серп.         | Вер.          | Жовт.         | Лист.         | Груд.         | Рік           |
| Абсолютний максимум, °C                                       | 28,9          | 31,1          | 32,1          | 35,3          | 40,0          | 44,0          | 46,8          | 45,5          | 45,0          | 39,3          | 30,7          | 20,1          | 46,8          |
| Середній максимум, °C                                         | 16,1          | 16,6          | 17,5          | 19,5          | 22,2          | 25,1          | 28,4          | 28,9          | 27,3          | 24,3          | 20,5          | 17,1          | 21,96         |
| Середня температура, °C                                       | 12,0          | 12,3          | 13,2          | 15,1          | 17,9          | 21,0          | 23,9          | 24,6          | 22,9          | 19,8          | 16,1          | 13,0          | 17,65         |
| Середній мінімум, °C                                          | 8,0           | 7,9           | 8,8           | 10,7          | 13,5          | 16,7          | 19,4          | 20,2          | 18,5          | 15,3          | 11,6          | 8,9           | 13,29         |
| Абсолютний мінімум, °C                                        | −0,7          | 0,0           | 2,0           | 2,0           | 3,0           | 8,0           | 10,4          | 11,0          | 8,0           | 2,0           | 0,0           | −2,6          | −2,6          |
| Норма опадів, мм                                              | 115.3         | 94.0          | 75.6          | 60.8          | 29.9          | 13.1          | 2.9           | 9.7           | 30.1          | 75.0          | 99.2          | 123.0         | 728.6         |
| ------------------------------------------------------------- | ------------- | ------------- | ------------- | ------------- | ------------- | ------------- | ------------- | ------------- | ------------- | ------------- | ------------- | ------------- | ------------- |
| Джерело: NOAA (1961-1990) climatebase.ru (extremes, humidity) |               |               |               |               |               |               |               |               |               |               |               |               |               |

## Персоналії
- П'єр Бланшар (1892—1963) — французький актор театру та кіно.